# Wang Yue (judoka)
Dans ce nom chinois, le nom de famille, Wang, précède le nom personnel.
Ne pas confondre avec le joueur d'échecs Wang Yue
Pour les articles homonymes, voir Wang.
Wang Yue (en chinois : 王悦), née le 12 février 1997, est une judokate handisport chinoise. Après une médaille de bronze mondiale en 2018, elle rafle le même métal aux Jeux paralympiques de 2020 et la médaille d'argent paralympique en 2024.

## Carrière
Pour ses premiers Jeux paralympiques, Wang Yue remporte la médaille de bronze dans la catégorie des moins de 63 kg en 2021 à Tokyo en battant l'Espagnole Marta Arce Payno.
Elle est aussi médaillée d'argent dans la catégorie des moins de 70 kg J2 aux Jeux paralympiques d'été de 2024 à Paris.